# 롤프 렌토르프
루돌프 렌드토프(Rolf Rendtorff, 1925년 5월 10일 ~ 2014년 4월 1일)는 하이델베르크 대학교의 구약학 명예 교수였다. 그는 유대인 성경에  관한 글을 자주 썼으며, 주로 토라 (모세 오경)의 기원에 관한 논의 (구약의 처음 다섯 권)에 대한 그의 공헌은 주목할 만하였다.  그는 게르하르트 폰 라트에게 박사학위를 받았다.